# 忠清北道民俗文化財
忠清北道民俗文化財（チュンチョンブクドみんぞくぶんかざい）は、大韓民国の文化遺産保護制度で、市道指定文化財の一つ。「衣食住・生業・信仰・年中行事などに関する風俗・慣習と、それに使用される衣服・器具・家屋などで国民生活の推移を理解するのに不可欠なもの」であり、かつ上位の国家指定文化財に指定されていないものを対象として忠清北道が条例により指定する。旧名は「忠清北道民俗資料」であり、2011年2月5日に全文改正された文化財保護法（法律第10000号）が施行され、現在の名称になる。

## 忠清北道民俗文化財一覧
| 番号    | 登録名               | 所在地 | 管理者         |
| ------- | -------------------- | ------ | -------------- |
| 第001号 | 沃川青馬里祭神塔     | 沃川郡 | 青馬部落民     |
| 第002号 | 永同堂谷里十二将神堂 | 永同郡 | 個人           |
| 第003号 | 竹嶺山神堂           | 丹陽郡 | 龍夫院里部落民 |
| 第004号 | 乷味新梅里古家       | 忠州市 |                |
| 第005号 | 寒水鳴梧里古家       | 堤川市 | 個人           |
| 第006号 | 朴光佑墓出土遺物     | 清原郡 | 個人           |
| 第007号 | 申華国墓誌           | 鎮川郡 | 平山申氏宗中   |
| 第008号 | 清原果必軒古家       | 清原郡 | 個人           |
| 第009号 | 紫陽琴               | 堤川市 | 堤川市         |
| 第010号 | 永同新項里喪輿       | 永同郡 | 新項里部落     |
| 第011号 | 綾城具氏譜匣         | 報恩郡 | 綾城具氏宗中   |
| 第012号 | 陰城馬松里石長丞     | 陰城郡 | 陰城郡         |
| 第013号 | 槐山文塘里城隍壇     | 槐山郡 | 槐山郡         |
| 第014号 | 槐山東部里古家       | 槐山郡 | 槐山郡         |
| 第015号 | 李斉説誌石           | 清州市 | 全州李氏宗中   |
| 第016号 | 報恩崔赫在家屋       | 報恩郡 | 個人           |
| 第017号 | 槐山李昌勳家屋       | 槐山郡 | 個人           |
| 第018号 | 報恩朴起鍾家屋       | 報恩郡 | 個人           |